# Sidi El Heni
Sidi El Heni o Sidi El Hani (àrab: سيدي الهاني, Sīdī al-Hānī) és una ciutat de Tunísia, a la governació de Sussa, situada uns 40 km al sud-oest de Sussa. Té una població al tomb dels tres mil habitants. És capçalera d'una delegació que forma l'extrem sud-oest de la governació, amb una població d'11.010 habitants.

## Economia
Té estació de ferrocarril i la zona és plena d'oliveres que n'és el principal cultiu. El govern hi està construint una zona industrial.

## Orografia
Al sud hi ha la gran llacuna salada de Sabkhat Sidi El Hani, la sabkha més gran de Tunísia.

## Administració
És el centre de la delegació o mutamadiyya homònima, amb codi geogràfic 31 63 (ISO 3166-2:TN-12), dividida en sis sectors o imades:
- Sidi El Héni Centre (31 63 51)
- Sidi El Héni Ouest (31 63 52)
- Sidi El Heni Sud (31 63 53)
- Ouled Ali Belhani (31 63 54)
- Korussia Ouest (31 63 55)
- Kroussia Centrale (31 63 56)

Al mateix temps, forma una municipalitat o baladiyya (codi geogràfic 31 21), dividida en dues circumscripcions o dàïres: